# Cinco preceitos (budismo)

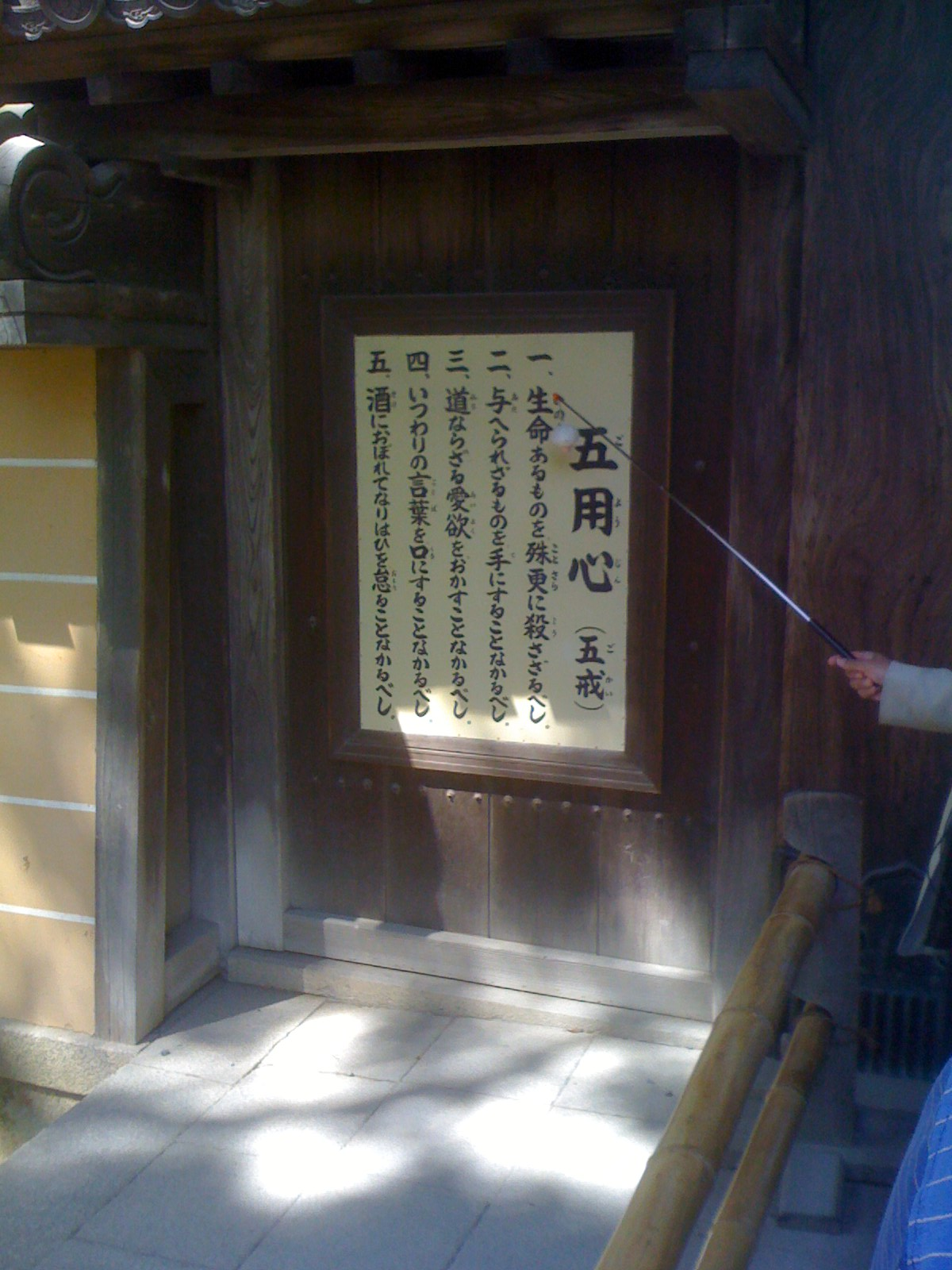
Os cinco preceitos budistas afixados numa parede do templo Kinkaku-ji, em Quioto

Os cinco preceitos (em páli, pañca-sīlāni; em sânscrito, pañca-śīlāni) constituem o código de conduta básico do budismo, seguido por seguidores leigos (upāsaka e upāsikā) de Sidarta Gautama no teravada, bem como nas tradições maaiana. Os preceitos em ambas as tradições são essencialmente idênticos e são os compromissos de se abster de: prejudicar os seres vivos, roubar, má conduta sexual, mentir e se intoxicar. Aceitar os cinco preceitos faz parte da iniciação de leigos budistas e das práticas regulares da piedade leiga budista.
Eles não são formulados como imperativos, mas como regras de formação que os leigos se comprometem voluntariamente em cumprir, a fim de facilitar a prática.

## Textos páli
A literatura páli fornece as escrituras e comentários para a prática teravada tradicional.

### Regras de formação em páli
A seguir, estão os cinco preceitos (pañca-sikkhapada) ou cinco virtudes (pañca-sila) nos idiomas português e páli: 
| 1. | Eu tomo o preceito de abster-me de matar seres vivos.                                            | Pāṇātipātā veramaṇī sikkhāpadaṃ samādiyāmi.                  |
| 2. | Eu tomo o preceito de abster-me de tomar o que não for dado.                                     | Adinnādānā veramaṇī sikkhāpadaṃ samādiyāmi.                  |
| 3. | Eu tomo o preceito de abster-me de comportamento sexual impróprio.                               | Kāmesumicchācāra veramaṇī sikkhāpadaṃ samādiyāmi.            |
| 4. | Eu tomo o preceito de abster-me da linguagem incorreta.                                          | Musāvādā veramaṇī sikkhāpadaṃ samādiyāmi.                    |
| 5. | Eu tomo o preceito de abster-me do vinho, álcool e outros embriagantes que causam a negligência. | Surāmerayamajjapamādaṭṭhānā veramaṇī sikkhāpadaṃ samādiyāmi. |

Para mais informações sobre o primeiro preceito, ver ahimsa. No quinto preceito, sura, meraya e majja são os tipos de bebidas alcoólicas. Em algumas traduções modernas, Surāmerayamajjapamādaṭṭhānā, torna-se mais amplo e abrange formas variadas, como: bebidas alcoólicas, drogas, entre outros.